# Gran Premio di superbike di Misano Adriatico 2015
Il Gran Premio di superbike di Misano Adriatico 2015 è stato l'ottava prova del mondiale superbike del 2015, nello stesso fine settimana si è corso l'ottavo gran premio stagionale del mondiale supersport del 2015. Doppietta Kawasaki in gara uno di Superbike con Tom Sykes a precedere Jonathan Rea, terzo posto per Chaz Davies a circa quattro secondi dal vincitore. Gara due va a Rea con poco più di un secondo di vantaggio su Davide Giugliano, terzo Leon Haslam su Aprilia. La gara valevole per il mondiale Supersport viene vinta da Jules Cluzel su MV Agusta. Cluzel precede di un secondo e mezzo Patrick Jacobsen, al terzo posto l'altro pilota MV Lorenzo Zanetti; solo undicesimo il capoclassifica Kenan Sofuoğlu.

## Superbike

### Gara 1
Fonte

#### Arrivati al traguardo
| Pos. | Nº | Pilota               | Squadra                          | Motocicletta      | Giri | Tempo     | Griglia | Punti |
| ---- | -- | -------------------- | -------------------------------- | ----------------- | ---- | --------- | ------- | ----- |
| 1º   | 66 | Tom Sykes            | Kawasaki Racing                  | Kawasaki ZX-10R   | 21   | 33'30.813 | 1º      | 25    |
| 2º   | 65 | Jonathan Rea         | Kawasaki Racing                  | Kawasaki ZX-10R   | 21   | +3.613    | 4º      | 20    |
| 3º   | 7  | Chaz Davies          | Aruba.it Racing-Ducati SBK       | Ducati Panigale R | 21   | +4.178    | 11º     | 16    |
| 4º   | 34 | Davide Giugliano     | Aruba.it Racing-Ducati SBK       | Ducati Panigale R | 21   | +5.944    | 3º      | 13    |
| 5º   | 91 | Leon Haslam          | Aprilia Racing Team - Red Devils | Aprilia RSV4 RF   | 21   | +12.155   | 2º      | 11    |
| 6º   | 3  | Max Biaggi           | Aprilia Racing                   | Aprilia RSV4 RF   | 21   | +12.352   | 5º      | 10    |
| 7º   | 86 | Ayrton Badovini      | BMW Motorrad Italia              | BMW S1000 RR      | 21   | +18.145   | 8º      | 9     |
| 8º   | 55 | Michele Pirro        | Aruba.it Racing-Ducati SBK       | Ducati Panigale R | 21   | +18.328   | 10º     | 8     |
| 9º   | 1  | Sylvain Guintoli     | PATA Honda                       | Honda CBR1000RR   | 21   | +20.088   | 9º      | 7     |
| 10º  | 60 | Michael van der Mark | PATA Honda                       | Honda CBR1000RR   | 21   | +20.282   | 15º     | 6     |
| 11º  | 36 | Leandro Mercado      | Barni Racing                     | Ducati Panigale R | 21   | +24.195   | 13º     | 5     |
| 12º  | 22 | Alex Lowes           | VOLTCOM Crescent Suzuki          | Suzuki GSX-R1000  | 21   | +26.625   | 7º      | 4     |
| 13º  | 2  | Leon Camier          | MV Agusta Reparto Corse          | MV Agusta F4 RR   | 21   | +26.719   | 18º     | 3     |
| 14º  | 40 | Román Ramos          | Team Go Eleven                   | Kawasaki ZX-10R   | 21   | +31.898   | 17º     | 2     |
| 15º  | 15 | Matteo Baiocco       | Althea Racing                    | Ducati Panigale R | 21   | +32.643   | 12º     | 1     |
| 16º  | 11 | Markus Reiterberger  | VanZon Remeha BMW                | BMW S1000 RR      | 21   | +36.833   | 16º     |       |
| 17º  | 44 | David Salom          | Team Pedercini                   | Kawasaki ZX-10R   | 21   | +42.514   | 20º     |       |
| 18º  | 23 | Christophe Ponsson   | Team Pedercini                   | Kawasaki ZX-10R   | 21   | +1'10.247 | 23º     |       |
| 19º  | 51 | Santiago Barragán    | Grillini SBK                     | Kawasaki ZX-10R   | 21   | +1'10.536 | 21º     |       |
| 20º  | 45 | Gianluca Vizziello   | Grillini SBK                     | Kawasaki ZX-10R   | 21   | +1'28.191 | 22º     |       |
| 21º  | 75 | Gábor Rizmayer       | BMW Team Toth                    | BMW S1000 RR      | 21   | +1'38.856 | 24º     |       |
| 22º  | 10 | Imre Tóth            | BMW Team Toth                    | BMW S1000 RR      | 20   | +1 giro   | 25º     |       |

#### Ritirati
| Nº | Pilota          | Squadra                          | Motocicletta      | Giri | Griglia |
| -- | --------------- | -------------------------------- | ----------------- | ---- | ------- |
| 59 | Niccolò Canepa  | Althea Racing                    | Ducati Panigale R | 14   | 14º     |
| 14 | Randy de Puniet | VOLTCOM Crescent Suzuki          | Suzuki GSX-R1000  | 10   | 19º     |
| 81 | Jordi Torres    | Aprilia Racing Team - Red Devils | Aprilia RSV4 RF   | 2    | 6º      |

#### Non partito
| Nº | Pilota      | Squadra                    | Motocicletta      |
| -- | ----------- | -------------------------- | ----------------- |
| 99 | Luca Scassa | Aruba.it Racing-Ducati SBK | Ducati Panigale R |

### Gara 2
Fonte

#### Arrivati al traguardo
| Pos. | Nº | Pilota               | Squadra                          | Motocicletta       | Giri | Tempo     | Griglia | Punti |
| ---- | -- | -------------------- | -------------------------------- | ------------------ | ---- | --------- | ------- | ----- |
| 1º   | 65 | Jonathan Rea         | Kawasaki Racing                  | Kawasaki ZX-10R    | 21   | 33'31.716 | 4º      | 25    |
| 2º   | 34 | Davide Giugliano     | Aruba.it Racing-Ducati SBK       | Ducati Panigale R  | 21   | +1.290    | 3º      | 20    |
| 3º   | 91 | Leon Haslam          | Aprilia Racing Team - Red Devils | Aprilia RSV4 RF    | 21   | +2.436    | 2º      | 16    |
| 4º   | 7  | Chaz Davies          | Aruba.it Racing-Ducati SBK       | Ducati Panigale R  | 21   | +2.514    | 11º     | 13    |
| 5º   | 66 | Tom Sykes            | Kawasaki Racing                  | Kawasaki ZX-10R    | 21   | +5.694    | 1º      | 11    |
| 6º   | 3  | Max Biaggi           | Aprilia Racing                   | Aprilia RSV4 RF    | 21   | +5.911    | 5º      | 10    |
| 7º   | 81 | Jordi Torres         | Aprilia Racing Team - Red Devils | Aprilia RSV4 RF    | 21   | +7.075    | 6º      | 9     |
| 8º   | 55 | Michele Pirro        | Aruba.it Racing-Ducati SBK       | Ducati Panigale R  | 21   | +10.159   | 10º     | 8     |
| 9º   | 1  | Sylvain Guintoli     | PATA Honda                       | Honda CBR1000RR SP | 21   | +17.476   | 9º      | 7     |
| 10º  | 60 | Michael van der Mark | PATA Honda                       | Honda CBR1000RR SP | 21   | +17.589   | 15º     | 6     |
| 11º  | 86 | Ayrton Badovini      | BMW Motorrad Italia              | BMW S1000 RR       | 21   | +21.744   | 8º      | 5     |
| 12º  | 59 | Niccolò Canepa       | Althea Racing                    | Ducati Panigale R  | 21   | +26.599   | 14º     | 4     |
| 13º  | 11 | Markus Reiterberger  | VanZon Remeha BMW                | BMW S1000 RR       | 21   | +30.402   | 16º     | 3     |
| 14º  | 40 | Román Ramos          | Team Go Eleven                   | Kawasaki ZX-10R    | 21   | +36.000   | 17º     | 2     |
| 15º  | 44 | David Salom          | Team Pedercini                   | Kawasaki ZX-10R    | 21   | +36.186   | 20º     | 1     |
| 16º  | 2  | Leon Camier          | MV Agusta Reparto Corse          | MV Agusta F4 RR    | 21   | +37.572   | 18º     |       |
| 17º  | 14 | Randy de Puniet      | VOLTCOM Crescent Suzuki          | Suzuki GSX-R1000   | 21   | +55.983   | 19º     |       |
| 18º  | 23 | Christophe Ponsson   | Team Pedercini                   | Kawasaki ZX-10R    | 21   | +1'10.593 | 23º     |       |
| 19º  | 45 | Gianluca Vizziello   | Grillini SBK                     | Kawasaki ZX-10R    | 21   | +1'16.119 | 22º     |       |
| 20º  | 51 | Santiago Barragán    | Grillini SBK                     | Kawasaki ZX-10R    | 21   | +1'16.177 | 21º     |       |
| 21º  | 75 | Gábor Rizmayer       | BMW Team Toth                    | BMW S1000 RR       | 21   | +1'31.041 | 24º     |       |
| 22º  | 10 | Imre Tóth            | BMW Team Toth                    | BMW S1000 RR       | 19   | +2 giri   | 25º     |       |

#### Ritirati
| Nº | Pilota          | Squadra                 | Motocicletta      | Giri | Griglia |
| -- | --------------- | ----------------------- | ----------------- | ---- | ------- |
| 15 | Matteo Baiocco  | Althea Racing           | Ducati Panigale R | 15   | 12º     |
| 22 | Alex Lowes      | VOLTCOM Crescent Suzuki | Suzuki GSX-R1000  | 8    | 7º      |
| 36 | Leandro Mercado | Barni Racing            | Ducati Panigale R | 3    | 13º     |

#### Non partito
| Nº | Pilota      | Squadra                    | Motocicletta      |
| -- | ----------- | -------------------------- | ----------------- |
| 99 | Luca Scassa | Aruba.it Racing-Ducati SBK | Ducati Panigale R |

## Supersport
Fonte

### Arrivati al traguardo
| Pos. | Nº | Pilota             | Squadra                       | Motocicletta     | Giri | Tempo     | Griglia | Punti |
| ---- | -- | ------------------ | ----------------------------- | ---------------- | ---- | --------- | ------- | ----- |
| 1º   | 16 | Jules Cluzel       | MV Agusta Reparto Corse       | MV Agusta F3 675 | 19   | 31'19.621 | 1º      | 25    |
| 2º   | 99 | Patrick Jacobsen   | CORE'' Motorsport Thailand    | Honda CBR600RR   | 19   | +1.525    | 3º      | 20    |
| 3º   | 87 | Lorenzo Zanetti    | MV Agusta Reparto Corse       | MV Agusta F3 675 | 19   | +8.513    | 4º      | 16    |
| 4º   | 4  | Gino Rea           | CIA Landlords Insurance Honda | Honda CBR600RR   | 19   | +23.153   | 5º      | 13    |
| 5º   | 25 | Alex Baldolini     | Race Department ATK#25        | MV Agusta F3 675 | 19   | +23.846   | 7º      | 11    |
| 6º   | 61 | Fabio Menghi       | VFT Racing                    | Yamaha YZF R6    | 19   | +23.851   | 6º      | 10    |
| 7º   | 11 | Christian Gamarino | Team Go Eleven                | Kawasaki ZX-6R   | 19   | +23.978   | 9º      | 9     |
| 8º   | 84 | Riccardo Russo     | CIA Landlords Insurance Honda | Honda CBR600RR   | 19   | +24.691   | 13º     | 8     |
| 9º   | 5  | Marco Faccani      | San Carlo Puccetti Racing     | Kawasaki ZX-6R   | 19   | +25.068   | 12º     | 7     |
| 10º  | 36 | Martín Cárdenas    | CIA Landlords Insurance Honda | Honda CBR600RR   | 19   | +25.279   | 14º     | 6     |
| 11º  | 54 | Kenan Sofuoğlu     | Kawasaki Puccetti Racing      | Kawasaki ZX-6R   | 19   | +29.501   | 2º      | 5     |
| 12º  | 44 | Roberto Rolfo      | Team Lorini                   | Honda CBR600RR   | 19   | +29.712   | 8º      | 4     |
| 13º  | 6  | Dominic Schmitter  | Team Go Eleven                | Kawasaki ZX-6R   | 19   | +39.947   | 17º     | 3     |
| 14º  | 19 | Kevin Wahr         | SMS Racing                    | Honda CBR600RR   | 19   | +40.082   | 11º     | 2     |
| 15º  | 68 | Glenn Scott        | AARK Racing                   | Honda CBR600RR   | 19   | +40.362   | 15º     | 1     |
| 16º  | 92 | Dávid Juhász       | Schmidt Racing                | Honda CBR600RR   | 19   | +56.799   | 19º     |       |
| 17º  | 10 | Nacho Calero       | Orelac Racing                 | Honda CBR600RR   | 19   | +1'05.567 | 21º     |       |
| 18º  | 43 | Kevin Manfredi     | CIA Landlords Insurance Honda | Honda CBR600RR   | 19   | +1'05.814 | 20º     |       |
| 19º  | 33 | Flavio Ferroni     | Renzi Corse Srl SSD           | Kawasaki ZX-6R   | 19   | +1'14.385 | 23º     |       |

### Ritirati
| Nº  | Pilota         | Squadra        | Motocicletta   | Giri | Griglia |
| --- | -------------- | -------------- | -------------- | ---- | ------- |
| 161 | Alexey Ivanov  | DMC Racing     | Yamaha YZF R6  | 18   | 16º     |
| 119 | János Chrobák  | Schmidt Racing | Honda CBR600RR | 8    | 22º     |
| 24  | Marcos Ramírez | Team Lorini    | Honda CBR600RR | 8    | 18º     |
| 111 | Kyle Smith     | PATA Honda     | Honda CBR600RR | 0    | 11º     |